# São Conrado

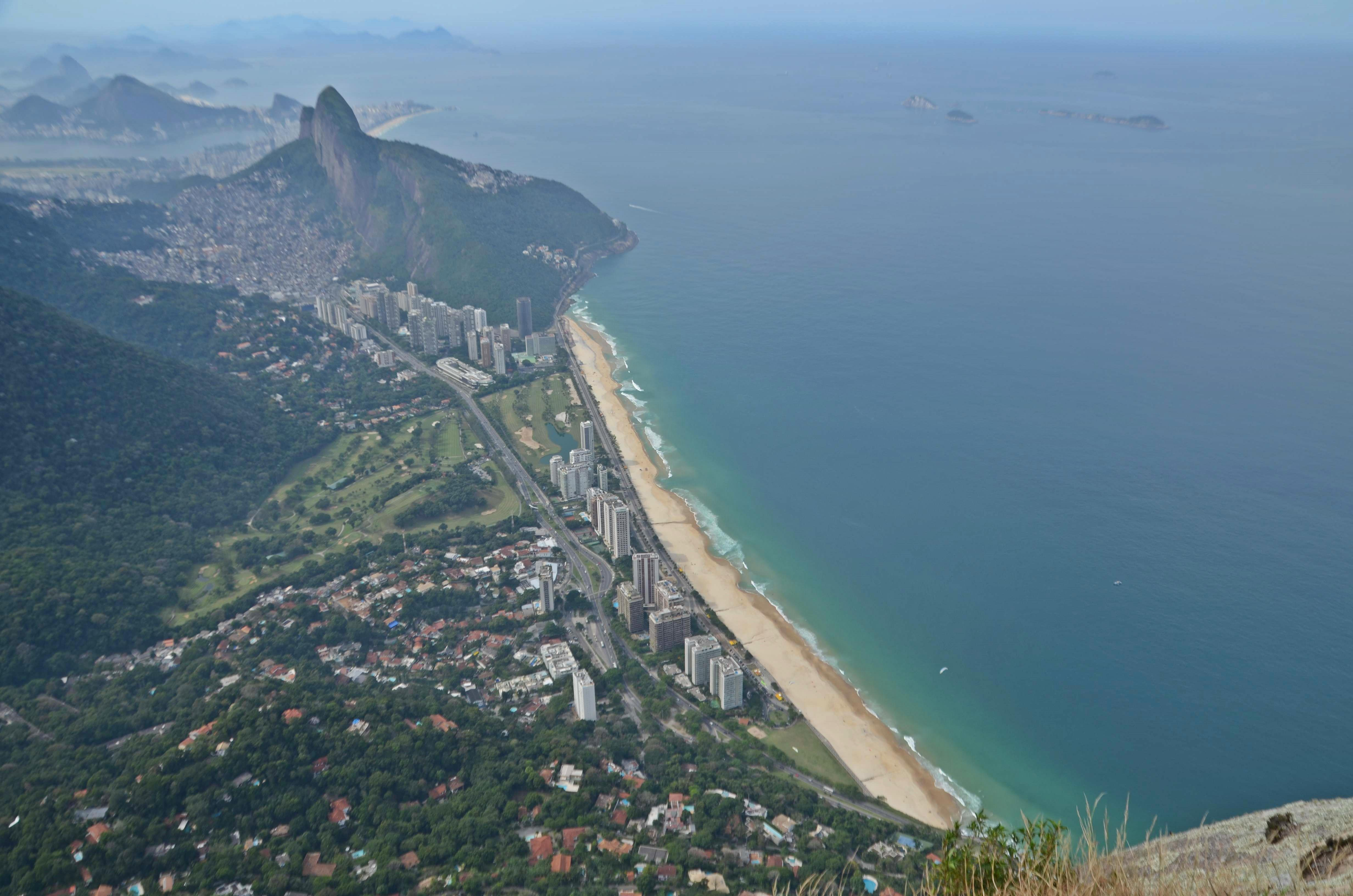
São Conrado, con el morro Dois Irmãos al fondo y Rocinha a su izquierda.

São Conrado es un barrio de la Zona Sur de Río de Janeiro, Brasil, que ocupa un área de 6,488 kilómetros cuadrados y según el censo de 2022 contaba con una población de 9739 habitantes.
Integra la Región Administrativa VI (Lagoa), del Área de Planeamiento 2, y limita con los barrios Joá, Barra da Tijuca, Itanhangá, Alto da Boa Vista, Gávea, Rocinha y Vidigal, y con el océano Atlántico al sur.
Si bien la mayoría de los pobladores viven en residencias de lujo, la cercanía con Rocinha (uno de los principales ingresos a la favela está muy cerca del límite oriental de São Conrado) hace que la zona presente una notoria desigualdad social.
El barrio está enmarcado por el Parque Nacional de la Tijuca y los cerros Cochrane (718 metros sobre el nivel del mar), Pedra da Gávea (844 metros), Pedra Bonita (693 metros) y Agulhinha da Gávea (510 metros), todos accesibles por senderos.
En el morro da Pedra Bonita hay una rampa doble utilizada como plataforma de despegue de ala delta y parapente.

## Toponimia
Su nombre le llegó recién a principios del siglo XX, cuando el dueño de las tierras de la zona (el comandante Conrado Jacob Niemeyer) completó la avenida Niemeyer, mejoró el camino de la Gávea y construyó una pequeña iglesia en 1916 en devoción a San Conrado.

## Historia

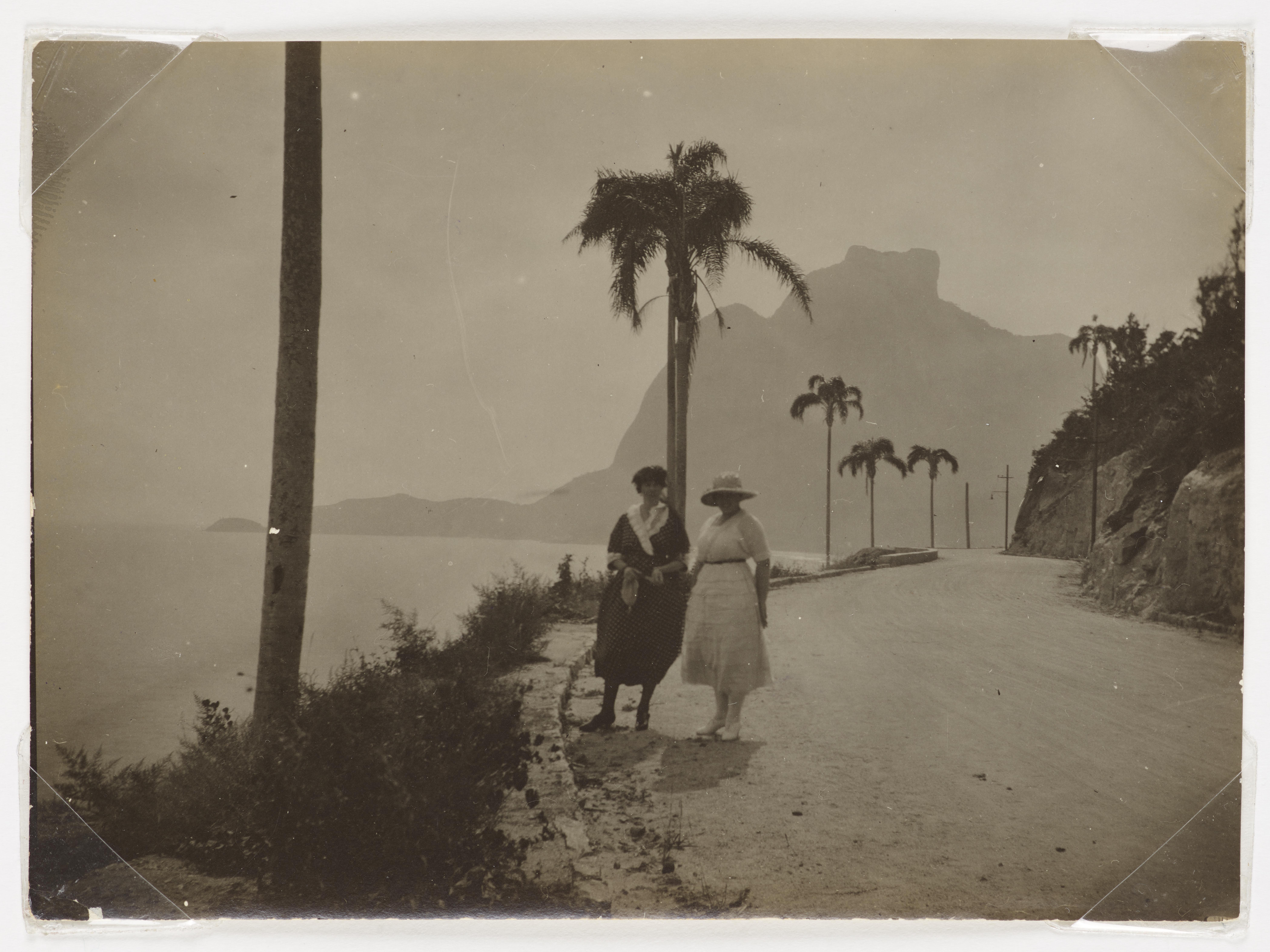
Avenida Niemeyer, a poco de ser inaugurada.

La zona de São Conrado, una playa rodeada de un bosque de mata atlántica a los pies del morro do Cochrane, se encontraba alejada y aislada del centro de la ciudad hasta el Siglo XVIII, cuando en 1767 se abrió un camino de tierra, la actual Estrada da Gávea.
El comandante Niemeyer completó la avenida que hoy lleva su nombre (creada en 1912 por el profesor Charles Armstrong para llegar a su escuela en Vidigal) y la donó al ayuntamiento en 1916 (sería ampliada tres años después por el alcalde Paulo de Frontin para conectar con los actuales barrios de Vidigal y Leblon). Niemeyer luego mejoró el camino que se convertiría en la Estrada da Gávea y construyó la pequeña iglesia São Conrado.

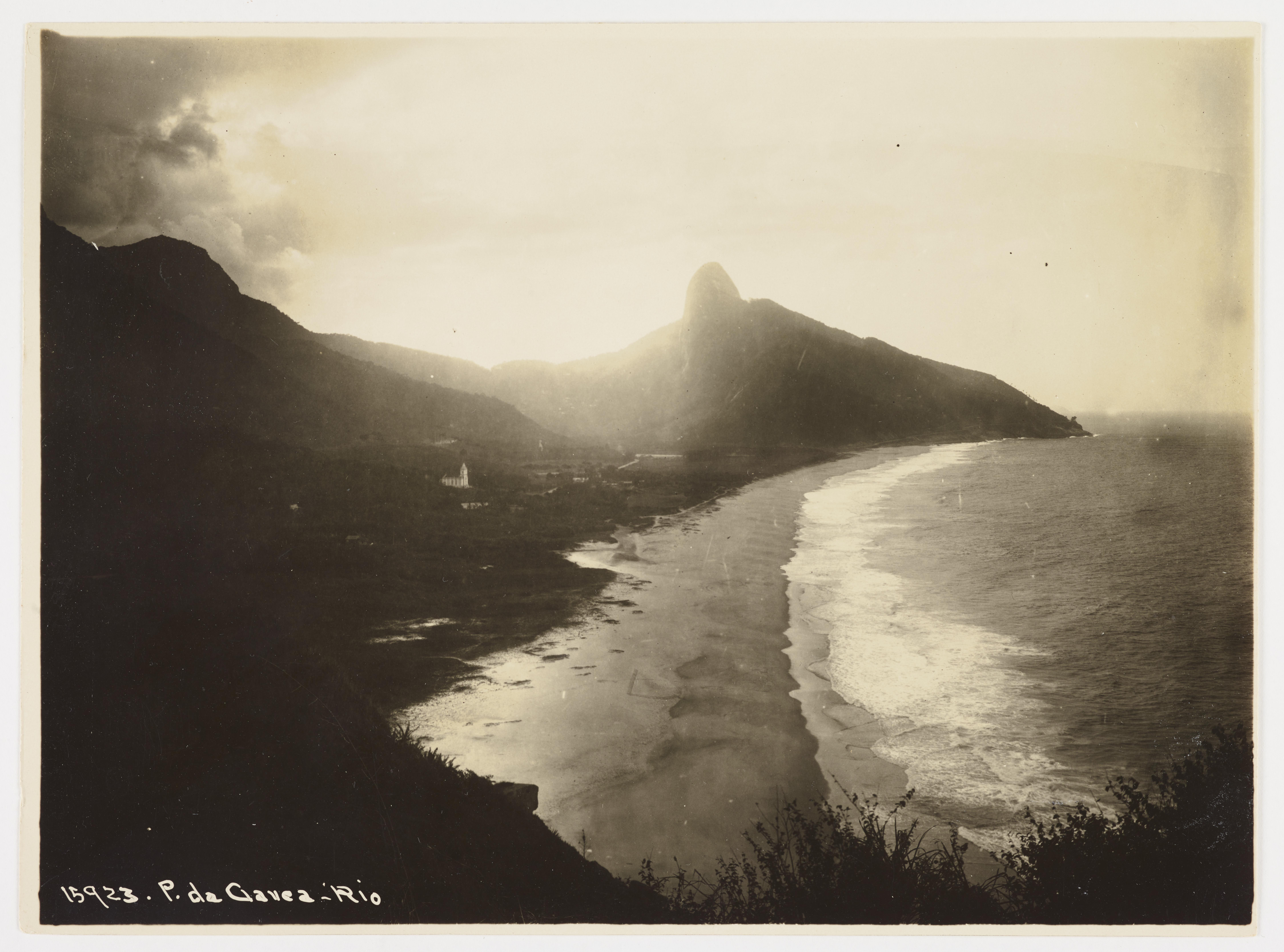
Playa de São Conrado en 1928.

En 1921, dirigentes de la empresa Companhia Tramway, Light & Power crearon un club de golf, que aún no disponía de terrenos propios. En febrero de 1926 adquirieron las tierras en São Conrado y desarrollaron el Gávea Golf and Country Club, al que visitaron en 1931 el príncipe de Gales Eduardo VIII (poco después convertido en rey del Reino Unido), en 1933 el presidente de Argentina Agustín Pedro Justo (quien donó la copa que lleva su nombre y que aún hoy se juega) y en 1935 el presidente de Brasil Getúlio Vargas.
En las décadas de 1940 y 1950 era muy frecuentada la plaza de São Conrado, donde a mediados de la década de 1960 se instaló el famoso Bar Bem, hoy Boteco São Conrado.
En 1951 el arquitecto Oscar Niemeyer construyó en la Estrada das Canoas (inaugurada dos años antes) la Casa das Canoas, proyectada como su vivienda personal y destacada como ejemplo de arquitectura moderna brasileña. Fue catalogada como patrimonio histórico y cultural de la ciudad.
En 1971 se inauguró el túnel Dois Irmãos (que luego cambió su nombre a Zuzu Angel), y posteriormente la carretera Lagoa-Barra, que transformó a São Conrado en un barrio de tránsito al conectar los barrios Gávea, Rocinha, Joá y Barra da Tijuca.
Luego surgieron condominios de altura, se construyeron los hoteles Nacional (1968, diseñado por Oscar Niemeyer con paisajismo de Burle Marx, catalogado como patrimonio histórico y cultural de la humanidad) e Intercontinental (1971), se urbanizó el paseo marítimo, y en 1982 comenzó a funcionar el Shopping São Conrado Fashion Mall. En 1985 se inauguró el condominio Praia Guinle, donde vivieron personalidades brasileñas como Gilberto Gil, Gal Costa, Chico Anysio y Beth Carvalho.
En la década de 1980 las discotecas Zoom y Circus se convirtieron en un nombre recurrente de la movida nocturna carioca.
En la década de 1990, Maurício Klabin fundó el Club de Vôo Livre en el cerro Pedra Bonita, donde todavía funciona la rampa (que lleva el nombre del fundador del club) desde donde despegan con ala delta y parapente, y aterrizan en la llamada playa del Pepino, en el extremo sudoeste de São Conrado.
En junio de 2016 se inauguró la estación São Conrado de la línea 4 del metro de Río de Janeiro, con tres salidas muy cerca de Rocinha: en Estrada da Gávea, en la avenida Niemeyer y en avenida Aquarela do Brasil.